# Jaysh al-Izza
El Ejército de la Gloria (en árabe: جيش العزة‎, romanizado: Jaysh al-Izza), inicialmente Unión de Gloria ( en árabe: تجمع العزة‎, romanizado: Tajamu‘ al-‘Izza), es un grupo rebelde sirio islamista sunita afiliado al Ejército Sirio Libre activo en el noroeste de Siria, principalmente en la llanura de al-Ghab en el norte de Hama y sus alrededores. Turquía, Qatar y Arabia Saudita han suministrado al grupo misiles antitanque incluidos 9K111 Fagots y BGM-71 TOW. En 2019, se estimó que tenía entre 2.000 y 5.000 combatientes en sus filas.
El grupo también ha expresado su desaprobación de los esfuerzos internacionales como los acuerdos de Astaná y Sochi para reducir la escalada en la guerra, además de oponerse a la participación rusa en Siria, en el conflicto Jaysh al-Izza también se hicieron esfuerzos para unirse al Frente Nacional para la Liberación, respaldado por Turquía, incluyendo varios grupos de oposición sirios en Idlib, como Ahrar al-Sham y la Legión Sham, pero no lo hizo por complicaciones con la integración sobre la cual el liderazgo del grupo no dio más detalles.
En 2024, Jaysh al-Izza participó en las ofensivas de la oposición siria de 2024 contra el gobierno sirio.
Posteriormente, el 29 de enero de 2025, en la Conferencia sobre la Victoria de la Revolución Siria, la mayoría de las facciones de la oposición armada, incluido Jaysh al-Izza, anunciaron su disolución y e incorporación al recientemente creado Ministerio de Defensa.

## Historia

### Antes de 2020
El Ejército de Gloria comenzó bajo el nombre de Brigada Mártires de Latamneh a principios de 2012, luego se convirtió en Reunión de Gloria/Unión de Gloria en 2013 y luego en Ejército de Gloria a finales de 2015, donde muchas brigadas y batallones revolucionarios de múltiples especializaciones se unieron a la reunión, por lo que el liderazgo decidió formar un ejército organizado y atraer a la mayor cantidad de oficiales que fueran buenos en liderar batallas que desertaron de Siria.
El 30 de septiembre de 2015, el primer día de la intervención militar rusa en la Guerra Civil Siria, dos bombas rusas con entre 8 y 10 submuniciones alcanzaron el cuartel general del grupo y los depósitos de armas en una cueva en el pueblo de Al-Lataminah en el norte de Hama.
Durante la ofensiva de Hama en septiembre de 2016, Jaysh al-Izza utilizó un misil BGM-71 TOW para hacer estallar un helicóptero Aérospatiale Gazelle que volaba bajo, que supuestamente era ruso.
En septiembre de 2018, Jaysh al-Izza aceptó originalmente la desmilitarización de Idlib en 2018 mediada por Rusia y Turquía, y el liderazgo del grupo extendió su gratitud al presidente turco Erdoğan por coordinar el acuerdo. Sin embargo, más tarde el grupo se volvió hostil al acuerdo, después de que se reveló que el gobierno sirio y otras fuerzas pro-Assad no estarían obligados a retirarse de la DMZ y, en cambio, serían responsables de gobernar las áreas controladas por la oposición.
El 8 de junio de 2019 Abdel Baset al-Sarout, un alto comandante del Jaysh al-Izza y miembro clave de la oposición siria, murió a causa de las heridas que sufrió durante el combate con el Ejército sirio dos días antes.
Tras la ofensiva de Hama de 2017, la campaña del noroeste de Siria de 2017-2018 y la posterior conflicto entre el Frente Nacional para la Liberación y Tahrir, el control territorial del grupo se limitó a las áreas alrededor de Kafr Zita y  Al-Lataminah.
Esas áreas fueron posteriormente capturadas por el Ejército sirio en la ofensiva del noroeste de Siria de 2019, después de que Jaysh al-Izza, entre otros grupos rebeldes, se retirara de la región para evitar ser rodeado por las fuerzas gubernamentales. El 11 de agosto de 2019, Jamil al-Saleh comandante en jefe retirado del grupo, citando "asuntos personales". Fue reemplazado por el coronel Mustafa al-Bakour. En algún punto Salhe regreso al grupo.
Los medios de comunicación progubernamentales informaron que más de 2,000 miembros del Jaysh al-Izza se trasladaron a zonas controladas por los rebeldes alrededor de Yisr al-Shugur, después de retirarse del norte de Hama durante el transcurso de la ofensiva. Informaron además que el grupo había comenzado a luchar junto al Partido Islámico del Turquestán en Siria. El propio Jaysh al-Izza no hizo comentarios sobre los informes. El grupo trasladó su cuartel general a la zona de Kafr Nabl, que fue atacada por Rusia en varias ocasiones.

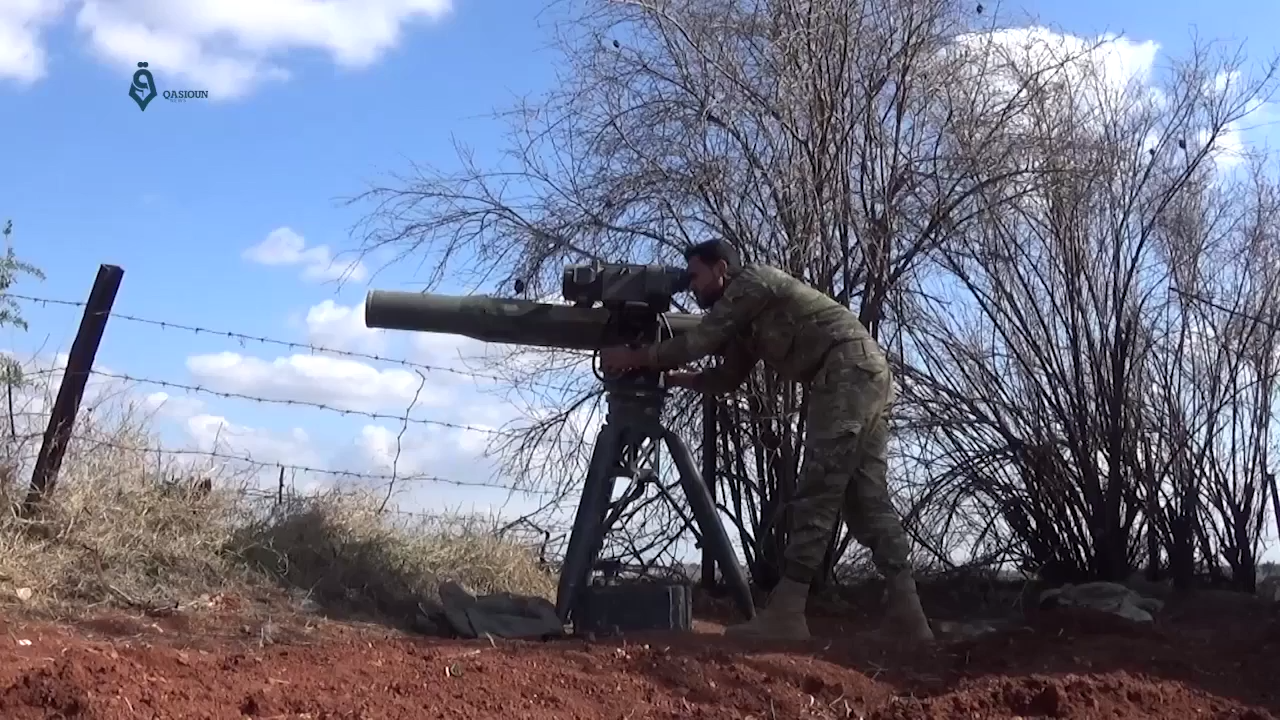
Un peleador del Jaysh al-Izza lanza un misil antitanque BGM-71 TOW contra una posición del gobierno sirio durante la ofensiva de Hama de 2017.

Jaysh al-Izza disminuyó significativamente y permaneció en un estado de desorden luego de la derrota en la campaña Amanecer de Idlib 1 del ejército sirio. El grupo carecía de financiación y ayuda militar, excepto para los depósitos de municiones que ya estaban disponibles en Idlib y el dinero recibido de sus partidarios. También sufrió una disminución en su popularidad entre los partidarios de la oposición siria debido al incumplimiento de los determinantes militares y a las percibidas relaciones más estrechas del grupo con Hayat Tahrir al-Sham. El grupo también enfrentó una serie de deserciones. El 9 de octubre de 2019, 500 combatientes de Jaysh al-Izza, incluido su comandante en jefe adjunto, el capitán Manaf Maarati, y su portavoz, el capitán Mustafa Maarati, desertaron al Frente Nacional para la Liberación. This reportedly left less than 500 soldiers in Jaysh al-Izza.
A principios de noviembre de 2019, la Brigada Homs al-Adiyyeh de la División Sultán Murad del Ejército Nacional Sirio desertó al Jaysh al-Izza después de la liberación unilateral de varios Ejército Sirio Prisioneros de guerra por el gobierno turco en el contexto de la Segunda Zona de Amortiguamiento del Norte de Siria.
El 23 de noviembre de 2019, aviones de combate rusos llevaron a cabo ataques aéreos contra el cuartel general de Jaysh al-Izza en el Distrito de Maarat an-Numan, matando a dos combatientes e hiriendo a seis.

### 2020-2023
El grupo trasladó su sede a la zona de Kafr Nabl, que fue objeto de ataques rusos en varias ocasiones..
Jaysh al-Izza sufrió un declive significativo y quedó sumido en un estado de desorganización tras la derrota en la campaña "Amanecer de Idlib 1" del ejército sirio. El grupo carecía de financiación y ayuda militar, salvo por las reservas de municiones ya disponibles en Idlib y el dinero recibido de sus simpatizantes. También sufrió una pérdida de popularidad entre los simpatizantes de la oposición siria debido al incumplimiento de las condiciones militares y a la percepción de una relación más estrecha con Hayat Tahrir al-Sham.
El grupo también sufrió una serie de deserciones. El 9 de octubre de 2019, 500 combatientes de Jaysh al-Izza, incluyendo a su subcomandante en jefe, el capitán Manaf Maarati, y al portavoz, el capitán Mustafa Maarati, desertaron al Frente Nacional para la Liberación. Esto dejó con menos de 500 soldados en Jaysh al-Izza.
A principios de noviembre de 2019, la Brigada Homs al-Adiyyeh de la División Sultan Murad del Ejército Nacional Sirio desertó al Jaysh al-Izza después de la liberación unilateral de varios prisioneros de guerra del Ejército Sirio por parte del gobierno turco en el contexto de la Segunda Zona de Amortiguación del Norte de Siria.
El 23 de noviembre aviones de guerra rusos lanzaron ataques aéreos contra el cuartel general de Jaysh al-Izza, cerca de Kafr Nabl, matando a dos combatientes e hiriendo a seis.
A finales de enero de 2020, Mustafa al-Bakour anunció públicamente la participación de su grupo en la batalla por Idlib, aunque, según se informa, Jaysh al-Izza había participado desde que comenzaron los combates.
El 24 de enero de 2020, el escuadrón antiblindaje de Jaysh al-Izza supuestamente destruyó una plataforma de lanzamiento de misiles del ejército sirio utilizando un misil antitanque guiado térmicamente en la aldea de Tah.
El 24 de enero del 2020 el escuadrón antiblindaje de Jaysh al-Izza destruyó una plataforma de lanzamiento de misiles del ejército sirio utilizando un misil antitanque de guía térmica en la aldea de Tah.
Tres días después, Jaysh al-Izza participó en un contraataque junto con HTS, Incite the Believers y Ansar al-Tawhid contra el ejército sirio y las milicias respaldadas por Irán en varias aldeas al este de Idlib.
El 30 de enero de 2020, la Fuerza Aérea rusa llevó a cabo ataques aéreos contra el cuartel general de Jaysh al-Izza tras el inicio del reclutamiento por parte de este último, matando a tres combatientes e hiriendo a varios más.
El 16 de febrero, Jaysh al-Izza atacó a un grupo de soldados del ejército sirio con un ATGM guiado térmicamente en el eje de la aldea de Abdeen.
Tras el fin de los combates, Jaysh al-Izza continuó el reclutamiento y celebró varias graduaciones de combatientes, incluidas fuerzas especiales, en julio de 2020, en un campo de entrenamiento cerca del paso fronterizo de Bab al-Hawa.

### 2024-2025
El 15 de julio de 2024, según informes en redes sociales, Jaysh Al-Izza repelió un intento de las fuerzas gubernamentales de avanzar sobre el eje de la ciudad de Al-Bara, en la zona rural del sur de Idlib.
En noviembre de 2024, Jaysh al-Izza permaneció activo en el noroeste de Siria. El grupo ha seguido participando en operaciones militares y ofensivas.
En 2024, Jaysh al-Izza participó como parte del Comando de Operaciones Militares en las ofensivas de la oposición siria de 2024 que llevaron a la caída del régimen de Asad y a la formación del Gobierno de transición de Siria.